# Allentown (Pensylvánie)
Allentown je město ležící v americkém státě Pensylvánie. Je to třetí nejlidnatější město Pensylvánie, po Filadelfii a Pittsburghu. Podle sčítání lidu v roce 2010 mělo 118 032 obyvatel a bylo nejrychleji rostoucím městem v Pensylvánii. Také je okresním městem Lehigh county.
Město se rozprostírá na březích řeky Lehigh. Je největším z trojice míst, které tvoří aglomeraci východní Pensylvánie a západního New Jersey, která je známá jako Lehigh Valley. Nachází se 97 kilometrů severně od Filadelfie a 130 kilometrů na východ od Harrisburgu a 140 kilometrů na západ od New Yorku.
Ve městě se nacházejí dvě vysoké školy Cedar Crest College a Muhlenberg College. Poblíž se také nachází zábavní park Dorney Park & Wildwater Kingdom.
Komerční lety pro město a okolí jsou zajišťovány prostřednictvím letiště Lehigh Valley International Airport (LVIA). Charterové lety provozuje menší letiště Allentown Queen City Municipal Airport.
Město v roce 1762 založil William Allen pod názvem Northhampton town. V roce 1932 bylo přejmenováno na počest svého zakladatele.

## Ekonomika
Město bylo na konci 19. století významným centrem textilního průmyslu a zpracování hedvábí. Ve třicátých letech začalo toto odvětví upadat. Ve městě byl poslední závod uzavřen v roce 1989. V roce 1905 zde byla založena firma na výrobu kamionů Mack Trucks. Dnes je ekonomika města založena na odvětví služeb a částečně průmyslové výrobě. Výrobní a obchodní firmy mají své provozy v průmyslovém parku Bridgeworks.

## Demografie
V roce 2010 město mělo 118 032 obyvatel. Mělo 42 032 domácností.

### Rasové složení
- 58,51% Bílí Američané
- 12,55% Afroameričané
- 0,76% Američtí indiáni
- 2,15% Asijští Američané
- 0,05% Pacifičtí ostrované
- 20,97% Jiná rasa
- 5,01% Dvě nebo více ras

Obyvatelé hispánského nebo latinskoamerického původu, bez ohledu na rasu, tvořili 42,75% populace.

### Struktura obyvatelstva podle věku
| Věk | 0 - 18 | 19 - 24 | 25 - 44 | 45 - 64 | 65 + |
| --- | ------ | ------- | ------- | ------- | ---- |
| %   | 24,8   | 11,2    | 29,8    | 19,1    | 15,1 |

## Slavní rodáci
- Lee Iacocca (1924–2019), americký podnikatel, manažer v automobilovém průmyslu[1]
- Aimee Mullinsová (* 1976), bývalý americká atletka a modelka, které byly v dětství amputovány nohy pod koleny[2]
- Michaela Conlin (* 1978), americká herečka[3]
- Amanda Seyfried (* 1985), americká herečka[4]
- Lil Peep (1996–2017), americký rapper a hudební skladatel[5]

## Partnerská města
- Ma'alot-Taršicha, Izrael
- Vinci, Itálie
- Bethlehem, Spojené státy americké
- Easton, Spojené státy americké

## Fotogalerie

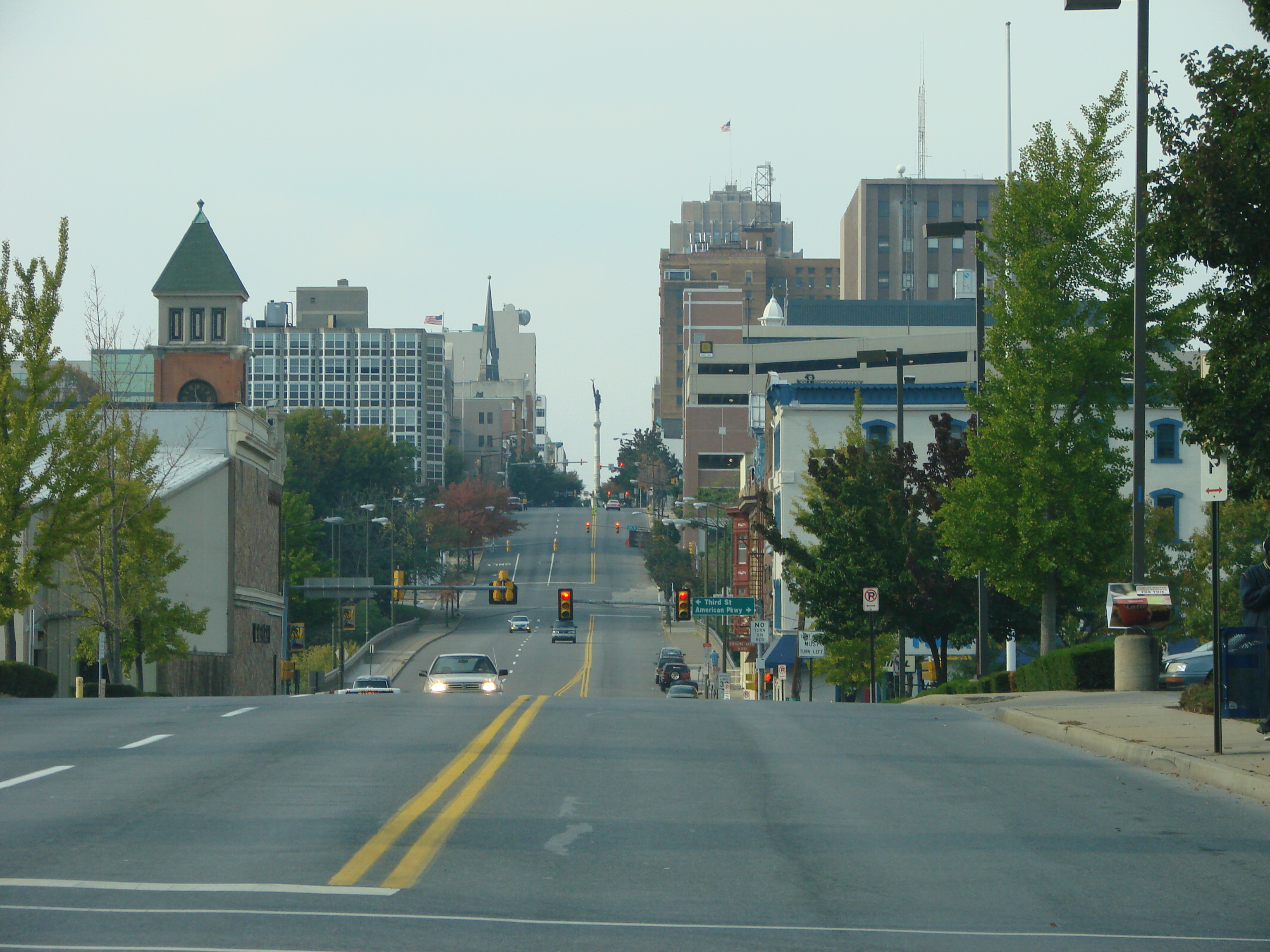
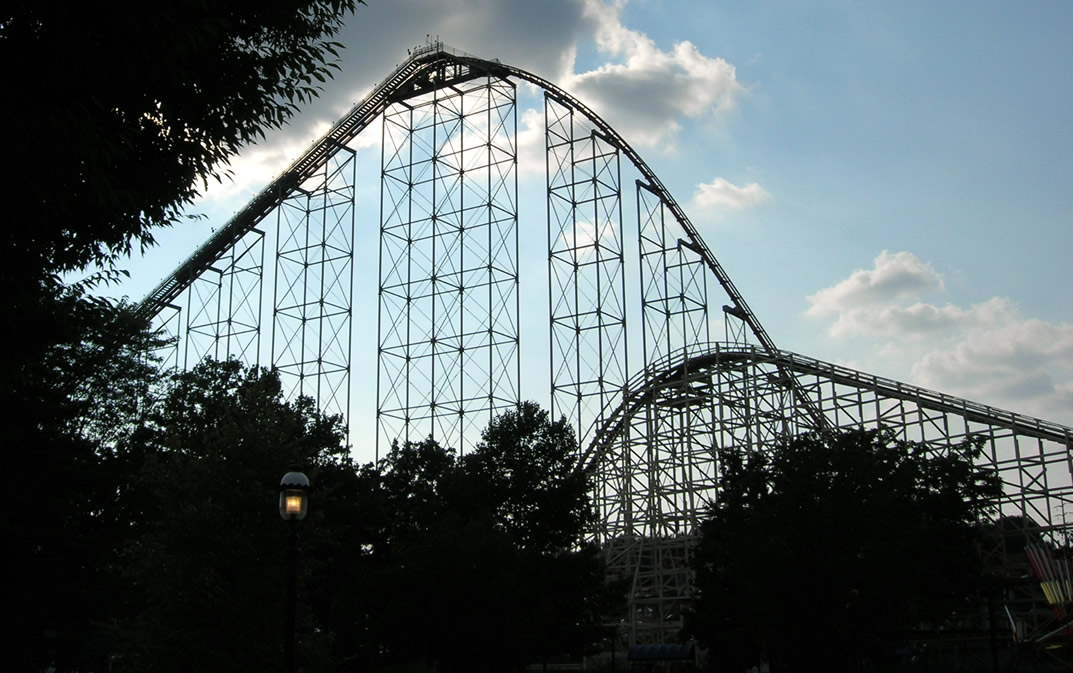
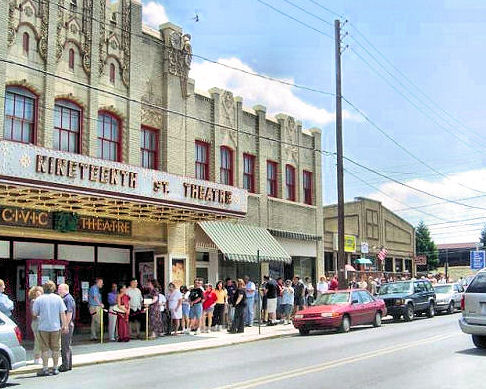